# Куп Србије у ватерполу 2011/12.
Куп Србије у ватерполу 2011/12. је шесто такмичење организовано под овим називом од стране Ватерполо савеза Србије. Први део такмичења трајао је од 15. октобра до 12. новембра 2011. године. Финални турнир је одржан 3. и 4. децембра 2011. године у Београду, а сви мечеви су одиграни на базену СЦ Бањица.
Први део такмичења играо се по једноструком бод систему у пет кола, а распоред је одређен јавним жребом. Екипе које су по завршетку ове фазе заузеле прва четири места на табели пласирале су се на финални турнир и у полуфиналним дуелима биле су упарене по систему 1-4, 2-3.

## Први део такмичења

### Резултати по колима
| 1. коло              |      |
| Партизан - Војводина | 7:5  |
| Београд - Бањица     | 15:7 |
| Ц. звезда - ЖАК      | 21:3 |

| 2. коло             |      |
| Бањица - Партизан   | 2:20 |
| Ц. звезда - Београд | 11:3 |
| ЖАК - Војводина     | 7:17 |

| 3. коло              |      |
| Партизан - Ц. звезда | 11:4 |
| Београд - ЖАК        | 15:5 |
| Војводина - Бањица   | 14:3 |

| 4. коло               |       |
| Београд - Партизан    | 1:10  |
| Ц. звезда - Војводина | 12:10 |
| ЖАК - Бањица          | 10:13 |

| 5. коло             |      |
| Партизан - ЖАК      | 19:4 |
| Бањица - Ц. звезда  | 4:9  |
| Војводина - Београд | 12:5 |

### Табела
|  | М | Клуб               | Одиг. | Поб. | Нер. | Пор. | ГД | ГП | ГР  | Бод. |
|  | - | ------------------ | ----- | ---- | ---- | ---- | -- | -- | --- | ---- |
|  | 1 | Партизан Рајфајзен | 5     | 5    | 0    | 0    | 67 | 16 | +51 | 15   |
|  | 2 | Црвена звезда ВЕТ  | 5     | 4    | 0    | 1    | 57 | 31 | +26 | 12   |
|  | 3 | Војводина          | 5     | 3    | 0    | 2    | 58 | 34 | +24 | 9    |
|  | 4 | Београд            | 5     | 2    | 0    | 3    | 39 | 45 | -6  | 6    |
|  | 5 | Бањица             | 5     | 1    | 0    | 4    | 29 | 68 | -39 | 3    |
|  | 6 | ЖАК                | 5     | 0    | 0    | 5    | 29 | 85 | -56 | 0    |

Легенда:
|  | Пласман на финални турнир Купа Србије |

## Финални турнир

### Полуфинале
| 3. децембар 2011. 19:30 | Детаљи | Партизан Рајфајзен                           | 16 : 3  | Београд    | СЦ Бањица, Београд Гледалаца: 500 Судије: Путниковић, Стефановић |
| 3. децембар 2011. 19:30 | Детаљи | Резултати по четвртинама: 4-1, 3-1, 6-0, 3-1 |         |            | СЦ Бањица, Београд Гледалаца: 500 Судије: Путниковић, Стефановић |
| 3. децембар 2011. 19:30 | Детаљи | 6 играча 3                                   | Стрелци | 3 играча 3 | СЦ Бањица, Београд Гледалаца: 500 Судије: Путниковић, Стефановић |

| 3. децембар 2011. 21:00 | Детаљи | Црвена звезда ВЕТ                            | 8 : 3   | Војводина  | СЦ Бањица, Београд Гледалаца: 1 000 Судије: Голијанин, Ћирић |
| 3. децембар 2011. 21:00 | Детаљи | Резултати по четвртинама: 1-0, 2-1, 3-0, 2-2 |         |            | СЦ Бањица, Београд Гледалаца: 1 000 Судије: Голијанин, Ћирић |
| 3. децембар 2011. 21:00 | Детаљи | Аксентијевић, Рашовић 2                      | Стрелци | 3 играча 3 | СЦ Бањица, Београд Гледалаца: 1 000 Судије: Голијанин, Ћирић |

### Финале
| 4. децембар 2011. 21:00 | Детаљи | Партизан Рајфајзен                           | 12 : 7  | Црвена звезда ВЕТ | СЦ Бањица, Београд Гледалаца: 1 200 Судије: Голијанин, Стефановић |
| 4. децембар 2011. 21:00 | Детаљи | Резултати по четвртинама: 3-1, 2-1, 4-1, 3-4 |         |                   | СЦ Бањица, Београд Гледалаца: 1 200 Судије: Голијанин, Стефановић |
| 4. децембар 2011. 21:00 | Детаљи | Вукићевић 3                                  | Стрелци | Васовић 3         | СЦ Бањица, Београд Гледалаца: 1 200 Судије: Голијанин, Стефановић |

| Победник Купа Србије у ватерполу 2011/12. |
| ----------------------------------------- |
| ВК Партизан 6. титула                     |